# 伊红Y
伊红-Y 為伊红的一种，是一種生物染色剂，呈淡黄色。伊红-Y是荧光素的四溴衍生物，化學式是C20H6Br4Na2O5。常用在苏木精-伊红染色中，另和百里酚共同用于防止水溶液长霉。